# Regeringen Carlsson II
Regeringen Carlsson II var en svensk regering som tillträdde den 27 februari 1990 och satt fram till den 4 oktober 1991.

## Statsråd
* Statsminister eller departementschef
| Titel                                                 | Namn                 | Namn                 | Tillträdde           | Avgick               | Parti                |                      |                      |                      |                      |
| Statsrådsberedningen                                  | Statsrådsberedningen | Statsrådsberedningen | Statsrådsberedningen | Statsrådsberedningen | Statsrådsberedningen | Statsrådsberedningen | Statsrådsberedningen | Statsrådsberedningen | Statsrådsberedningen |
| ----------------------------------------------------- | -------------------- | -------------------- | -------------------- | -------------------- | -------------------- | -------------------- | -------------------- | -------------------- | -------------------- |
| Statsminister                                         |                      | Ingvar Carlsson*     | 27 februari 1990     | 4 oktober 1991       | Socialdemokraterna   |                      |                      |                      |                      |
| Vice statsminister                                    |                      | Odd Engström         | 27 februari 1990     | 4 oktober 1991       | Socialdemokraterna   |                      |                      |                      |                      |
| Justitiedepartementet                                 |                      |                      |                      |                      |                      |                      |                      |                      |                      |
| Justitieminister                                      |                      | Laila Freivalds*     | 27 februari 1990     | 4 oktober 1991       | Socialdemokraterna   |                      |                      |                      |                      |
| Utrikesdepartementet                                  |                      |                      |                      |                      |                      |                      |                      |                      |                      |
| Utrikesminister                                       |                      | Sten Andersson*      | 27 februari 1990     | 4 oktober 1991       | Socialdemokraterna   |                      |                      |                      |                      |
| Biståndsminister                                      |                      | Lena Hjelm-Wallén    | 27 februari 1990     | 4 oktober 1991       | Socialdemokraterna   |                      |                      |                      |                      |
| Utrikeshandelsminister                                |                      | Anita Gradin         | 27 februari 1990     | 4 oktober 1991       | Socialdemokraterna   |                      |                      |                      |                      |
| Försvarsdepartementet                                 |                      |                      |                      |                      |                      |                      |                      |                      |                      |
| Försvarsminister                                      |                      | Roine Carlsson*      | 27 februari 1990     | 4 oktober 1991       | Socialdemokraterna   |                      |                      |                      |                      |
| Socialdepartementet                                   |                      |                      |                      |                      |                      |                      |                      |                      |                      |
| Socialminister                                        |                      | Ingela Thalén*       | 27 februari 1990     | 4 oktober 1991       | Socialdemokraterna   |                      |                      |                      |                      |
| Familje- och handikappminister                        |                      | Bengt Lindqvist      | 27 februari 1990     | 4 oktober 1991       | Socialdemokraterna   |                      |                      |                      |                      |
| Finansdepartementet                                   |                      |                      |                      |                      |                      |                      |                      |                      |                      |
| Finansminister                                        |                      | Allan Larsson*       | 27 februari 1990     | 4 oktober 1991       | Socialdemokraterna   |                      |                      |                      |                      |
| Budgetminister                                        |                      | Erik Åsbrink         | 27 februari 1990     | 4 oktober 1991       | Socialdemokraterna   |                      |                      |                      |                      |
| Utbildningsdepartementet                              |                      |                      |                      |                      |                      |                      |                      |                      |                      |
| Kultur- och utbildningsminister                       |                      | Bengt Göransson*     | 27 februari 1990     | 4 oktober 1991       | Socialdemokraterna   |                      |                      |                      |                      |
| Skolminister                                          |                      | Göran Persson        | 27 februari 1990     | 4 oktober 1991       | Socialdemokraterna   |                      |                      |                      |                      |
| Jordbruksdepartementet                                |                      |                      |                      |                      |                      |                      |                      |                      |                      |
| Jordbruksminister och minister för nordiskt samarbete |                      | Mats Hellström*      | 27 februari 1990     | 4 oktober 1991       | Socialdemokraterna   |                      |                      |                      |                      |
| Miljödepartementet                                    |                      |                      |                      |                      |                      |                      |                      |                      |                      |
| Miljöminister                                         |                      | Birgitta Dahl*       | 27 februari 1990     | 4 oktober 1991       | Socialdemokraterna   |                      |                      |                      |                      |
| Industridepartementet                                 |                      |                      |                      |                      |                      |                      |                      |                      |                      |
| Industriminister                                      |                      | Rune Molin*          | 27 oktober 1990      | 4 oktober 1991       | Socialdemokraterna   |                      |                      |                      |                      |
| Energiminister                                        |                      | Rune Molin*          | 27 februari 1990     | 4 oktober 1991       | Socialdemokraterna   |                      |                      |                      |                      |
| Bostadsdepartementet                                  |                      |                      |                      |                      |                      |                      |                      |                      |                      |
| Bostads- och idrottsminister                          |                      | Ulf Lönnqvist*       | 27 februari 1990     | 4 oktober 1991       | Socialdemokraterna   |                      |                      |                      |                      |
| Arbetsmarknadsdepartementet                           |                      |                      |                      |                      |                      |                      |                      |                      |                      |
| Arbetsmarknadsminister                                |                      | Mona Sahlin*         | 27 februari 1990     | 4 oktober 1991       | Socialdemokraterna   |                      |                      |                      |                      |
| Invandrar- och jämställdhetsminister                  |                      | Maj-Lis Lööw         | 27 februari 1990     | 4 oktober 1991       | Socialdemokraterna   |                      |                      |                      |                      |
| Kommunikationsdepartementet                           |                      |                      |                      |                      |                      |                      |                      |                      |                      |
| Kommunikationsminister                                |                      | Georg Andersson*     | 27 februari 1990     | 4 oktober 1991       | Socialdemokraterna   |                      |                      |                      |                      |
| Civildepartementet                                    |                      |                      |                      |                      |                      |                      |                      |                      |                      |
| Civilminister                                         |                      | Bengt K Å Johansson* | 27 februari 1990     | 4 oktober 1991       | Socialdemokraterna   |                      |                      |                      |                      |
| Konsument-, kyrko- och ungdomsminister                |                      | Margot Wallström     | 27 februari 1990     | 4 oktober 1991       | Socialdemokraterna   |                      |                      |                      |                      |

1. ↑  Miljödepartementet hette Miljö- och energidepartementet t.o.m. 15 maj 1990

## Regeringens politik

### Ekonomisk politik
Regeringen Carlsson I avgick när den inte lyckades få igenom ett krispaket i riksdagen. Behovet att ågärda kostnadskrisen och skenande lönehöjningar fanns ändå kvar och den 5 april gjorde regeringen upp med Folkpartiet. Detta krispaket innehöll bland annat:
- Momsen höjs tillfälligt med 1 procent under perioden 1 juli 1990 -- 31 december 1991
- Den redan beslutade utbyggnaden av föräldraförsäkringen skjuts upp tills statsfinanserna klarar en sådan reform.
- Barnbidraget höjs från 6 720 kr till 9 000 kronor från 1 januari 1991, ej till 10 020 kronor som var planerat. Höjningen till 10 020 kr sker först ett år senare.
- Det beslutade införandet av en sjätte semestervecka blir endast 2 dagar, införandet av resterande 3 dagar genomförs inte nu.
- Pris- och hyresstoppen upphör
- Skattereformen genomförs som planerat
- Folkpartiet aktualiserar inte frågan om vårdnadsbidrag
- Sjuklön betald av arbetsgivaren de första 14 dagarna införs från den 1 januari 1991
- Egenavgiften i arbetslöshetsförsäkringen höjs till 12 kronor/månad
- Skärpt investeringsavgift på oprioriterade byggen i Stockholm/Uppsala-området

Som framgår innebar paketet främst att framtida utgiftsökningar skars ned, inte att existerande utgifter minskade. Den 9 april kritiserade LO hårt förslaget och hävdade att det slog hårdast mot LO:s medlemmar. Den 25 april lade finansminister Allan Larsson fram regeringens kompletteringsproposition i riksdagen som förutom uppgörelsen med Folkpartiet även innehöll ett 2-årigt kommunalt stopp för skattehöjningar.
Regeringen tillsatte också en medlare, Bertil Rehnberg, med uppgift att få arbetsmarknadens parter att göra upp om rimliga löneökningar för år 1991.
Den 17 april meddelade Anna-Greta Leijon att hon lämnade sin plats i riksdagen. Som ordförande i finansutskottet kunde hon inte försvara att regeringen sköt upp den planerade utbyggnaden av föräldraförsäkringen. Den 25 april lade finansministern fram regeringens kompletteringsproposition för riksdagen som förutom uppgörelsen med Folkpartiet även innehöll ett 2-årigt stopp för kommunala skattehöjningar. Den 18 juni visade SCB:s mätning av partisympatierna att Socialdemokraterna fick ett rekordlågt stöd på 32,8 procent.
I oktober 1990 drabbades Sverige av ett högt valutautflöde. Den 18 oktober höjde Riksbanken räntan till 17 %. Regeringen tvingades till nya nedskärningar på 15 miljarder.
I en TT-intervju den 13 december hävdade LO:s ordförande Stig Malm att den ekonomiska krisen var skapad av finansministern Allan Larsson och riksbankschefen Bengt Dennis. Dagen efter tvingades han be Allan Larsson om ursäkt.

### Europapolitiken
Händelserna i Öst- och Centraleuropa under 1989 gjorde det nödvändigt med en översyn av Sveriges relation till EU. 
Den 26 oktober 1990 förklarade regeringen i en skrivelse till riksdagen att Regeringen eftersträvar ett nytt riksdagsbeslut som tydligare och i mer positiva ordalag klargör Sveriges ambitioner att bli medlem av den Europeiska Gemenskapen.
Den 12 december 1990 beslutade riksdagen att Sverige bör eftersträva att bli medlem i EG med bibehållen neutralitetspolitik. Den 14 juni 1991 deklarerade statsministern i riksdagen att regeringen beslutat att Sverige skulle söka medlemskap i EU. En skriftlig sådan lämnades in till Nederländernas premiärminister Ruud Lubbers i Haag den 1 juli 1991:
| ” | Mr President, On behalf of the Government of the Kingdom of Sweden I have the honour to announce that Sweden hereby applies for membership of the European Economic Community in accordance with Article 237 of the Treaty establishing the European Economic Community Please accept, Mr President, the assurances of my highest consideration. Ingvar Carlsson | „ |

### Övrigt
Statsbudgeten för 1990/1991, Kjell-Olof Feldts sista, visade ett underskott på 368 000 kronor. Statsbudgeten 1991/1992 visade ett underskott på 597 478 000 kronor[källa behövs].